# توسعة الوصول
توسعة الوصول (بالإنجليزية: Tethering)‏ هي وسيلة تمكن الأجهزة الأخرى من المشاركة بالاتصال عبر شبكة جوالك سواء على الجيل الثالث أو الرابع. أو بتعبير آخر، فهي تقوم باستهلاك كمية البيانات من خلال شبكة جوالك وجعلها متاحة للاستخدام من قبل أجهزة أخرى سواء جوالات أو الحاسب الآلي أو جهاز آخر.
يمكن تنفيذ توسعة الوصول من خلال عدة طرق، من ضمنها وصل جوالك بجهاز الكمبيوتر عن طريق الـ يو إس بي، أو أنك تشارك في دفق البيانات عبر تقنية البلوتوث، أو وهي الأسهل والأريح، أنك تعد جوالك باعتباره نقطة اتصال لاسلكية وجهاز توجيه كما لو أنه جهاز التوجيه. وبالتأكيد توجد كل هذه الأنواع للأتصال بالشبكة في جميع أجهزة أندرويد. ولكن في الجانب السيئ أنه بإمكان الشركات المصنعة تعديل الخيارات لاستبعاد هذه الخدمات، بناءً على طلب شركة الاتصالات.
على الأرجح أن العديد من شركات الاتصالات، وخصوصاً في الولايات المتحدة، حجبوا خدمة توسعة الوصول. السبب يعود إلى مكر تلك الشركات حيث أنهم يريدون من عملائهم الاشتراك في خطط بيانات علوى، بينما يحددون معدل نقل البيانات عند كل مستخدم. ولديهم مختلف أنواع الطرق لمنع توسعة الوصول من خلالهم، والحق أنهم بالفعل مجتهدين جداً بأي أمر يتعلق بهذا الموضوع. ولكن مع ذلك، لا يزال مطوري الاندرويد والآيفون بالعمل لإيجاد طرق للتغلب على وسائل الحماية، وحتى الآن لم تبدأ شركات الاتصالات في الدول العربية لم تبدأ في عملية التتحكم بهذا بعد. يجب التنبيه بأن استخدامك لهذه التقنية هي تعطيك القدرة على توزيع الإنترنت على 8 أجهزة مختلفة. ولكن إن كنت مشترك في باقة إنترنت محدودة فإنك ستخسر تلك الكمية التي تملكها من البيانات فهي توزع كمية البيانات التي لديك على الأجهزة المتبقية.